# Aramunt (antic municipi)
|  | Aquest article és sobre l'antic municipi d'aquest nom. Per a la vila, vegeu Aramunt. |

| \| ← \| 1812 — 1969 \| → \|                                    |                    |   |
| Escut d'armes                                                  |                    |   |
| Aramunt dins de Conca de Dalt                                  |                    |   |
| Període històric                                               | Edat Contemporània |   |
| • Constitució de Cadis                                         | 1812               |   |
| • Annexió a Conca de Dalt, anomenat Pallars Jussà fins al 1994 | 1969               |   |
| Superfície                                                     |                    |   |
| • 1969                                                         | 13,41 km2          |   |
| ←                                                              | 1812 — 1969        | → |

L'antic municipi d'Aramunt, a la comarca del Pallars Jussà, perdé la seva independència municipal el 1969, quan fou afegit al terme municipal de Pallars Jussà. El 1994 el municipi anomenat d'aquesta manera canvià el seu nom per l'actual, Conca de Dalt, en dividir-se Catalunya en comarques: el nom del municipi es podria confondre amb el de la comarca a la qual era adscrit. El terme actualment anomenat Conca de Dalt es formà amb la unió dels antics municipis d'Aramunt, Claverol, Hortoneda de la Conca i Toralla i Serradell.
Com la gran majoria d'ajuntaments catalans, es creà el 1812 amb la implantació dels ajuntaments moderns, fruit del desplegament de la Constitució de Cadis. La vila d'Aramunt era el cap de municipi mentre fou independent. La vila vella era dalt del turó, que es coneix amb el nom d'Aramunt Vell. La vila nova es formà a les Eres, a ponent i al pla de sota el turó on hi hagué la vila vella.
L'antic terme d'Aramunt limitava al sud amb l'antic terme d'Orcau, ara del terme municipal d'Isona i Conca Dellà; a ponent, amb Salàs de Pallars, al nord amb Claverol, actualment del mateix municipi de Conca de Dalt, i a llevant amb Hortoneda de la Conca, també del mateix terme de Conca de Dalt.

## Geografia

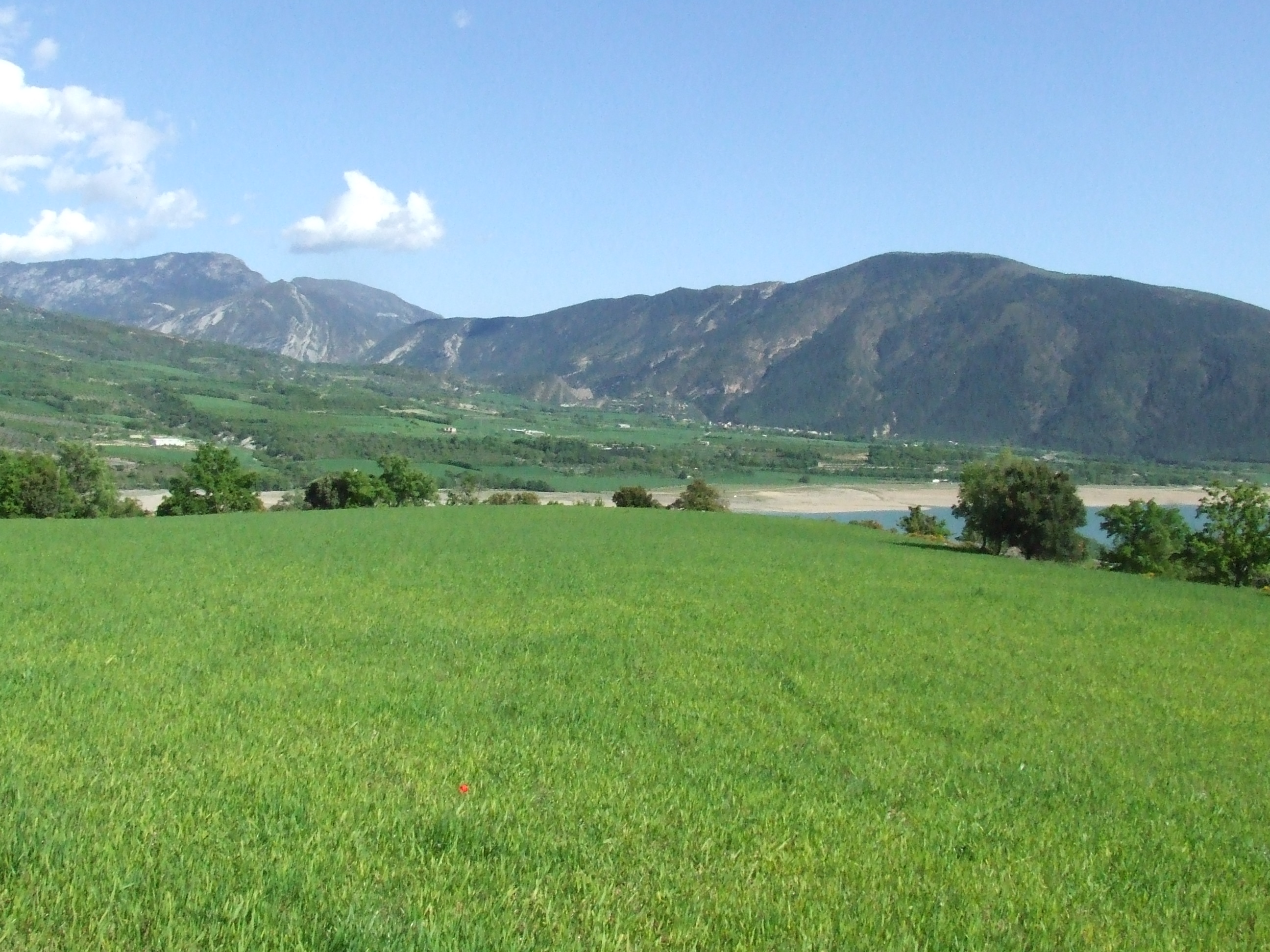
L'antic terme d'Aramunt des de Salàs de Pallars

### Descripció geogràfica

#### Perímetre de l'antic terme

##### Límit amb Salàs de Pallars
Tot el límit de ponent de l'antic terme d'Aramunt es troba dins del Pantà de Sant Antoni, a causa del fet que el límit antic entre els dos termes era la Noguera Pallaresa. L'extrem sud-oest era l'aiguabarreig del riu de Carreu, que ve d'Aramunt amb la Noguera Pallaresa. D'aquest lloc, actualment projectat a la superfícia del pantà quasi al davant i uns 800 metres al nord-oest del cementiri d'Aramunt, el termenal anava seguint riu amunt, en direcció nord-est, fins a un altre aiguabarreig, el del barranc del Solà, que ve del nord-oest, de la zona de Sensui i Salàs de Pallars. En aquest lloc, sempre a uns 500 m alt., es trobaven els termes d'Aramunt, Salàs de Pallars i Claverol, actualment integrat també en el de Conca de Dalt, com Aramunt.

##### Antic límit amb Claverol
Des del punt anterior el termenal trencava cap a llevant, seguint la carena del Serrat de Narçà, fins a arribar al lloc de Llavaés, a 650 m alt., on es troben altre cop tres antics termes, en aquest cas tots tres pertanyents a Conca de Dalt: Aramunt, Claverol i Hortoneda de la Conca.

##### Antic límit amb Hortoneda de la Conca
Des de Llavaés, la línia de terme seguia de dret cap al sud-est, fins a arribar a sota i al nord-oest del Tossal de Sant Pere, a quasi 700 m alt., on el límit gira cap al sud com si volgués anar de dret a la vila d'Aramunt, però molt poc tros. De sobte, torç cap al nord-est, marcant un angle molt tancat, també poc tros, com si volgués anar de dret a Pessonada. Quan, havent fet aquest queixal, arriba al lloc que seria la continuïtat perfecta del primer tram descrit després de Llavaés, continua cap al sud-est marcant un arc que es va decantant cap al sud, travessa el riu de Carreu i s'enfila cap a la Muntanya de Sant Corneli pel Tossal Gros, passant una mica lluny i a llevant d'Aramunt vell. El termenal s'enfila de dret cap a la imponent muntanya de Sant Corneli, que ateny a llevant del seu cim, a la meitat de la Costa Gran, a uns 1.080 m alt. En aquest lloc es troben els termes d'Aramunt, Hortoneda de la Conca (tots dos actualment de Conca de Dalt) i Orcau (actualment d'Isona i Conca Dellà).

##### Límit amb Orcau (Isona i Conca Dellà)
El límit meridional de l'antic terme municipal d'Aramunt era amb l'antic municipi d'Orcau. Els límits no han canviat, però sí la situació administrativa: actualment aquest límit és entre els termes municipals de Conca de Dalt i d'Isona i Conca Dellà. Des de la Costa Gran, el termenal és tota l'estona carener, fins que se submergeix en aigües del pantà. Passa pel cim de Sant Corneli, de 1.351 m alt., on hi ha la capella romànica de sant Corneli, sempre en direcció de ponent, fins al punt on emprèn pel Serrat de la Font de la O, en direcció nord-oest, baixant per un desnivell pronunciat fins als 500 m, alçada en què es troba el pantà, prop de Puig de l'Anell.

#### L'interior del terme

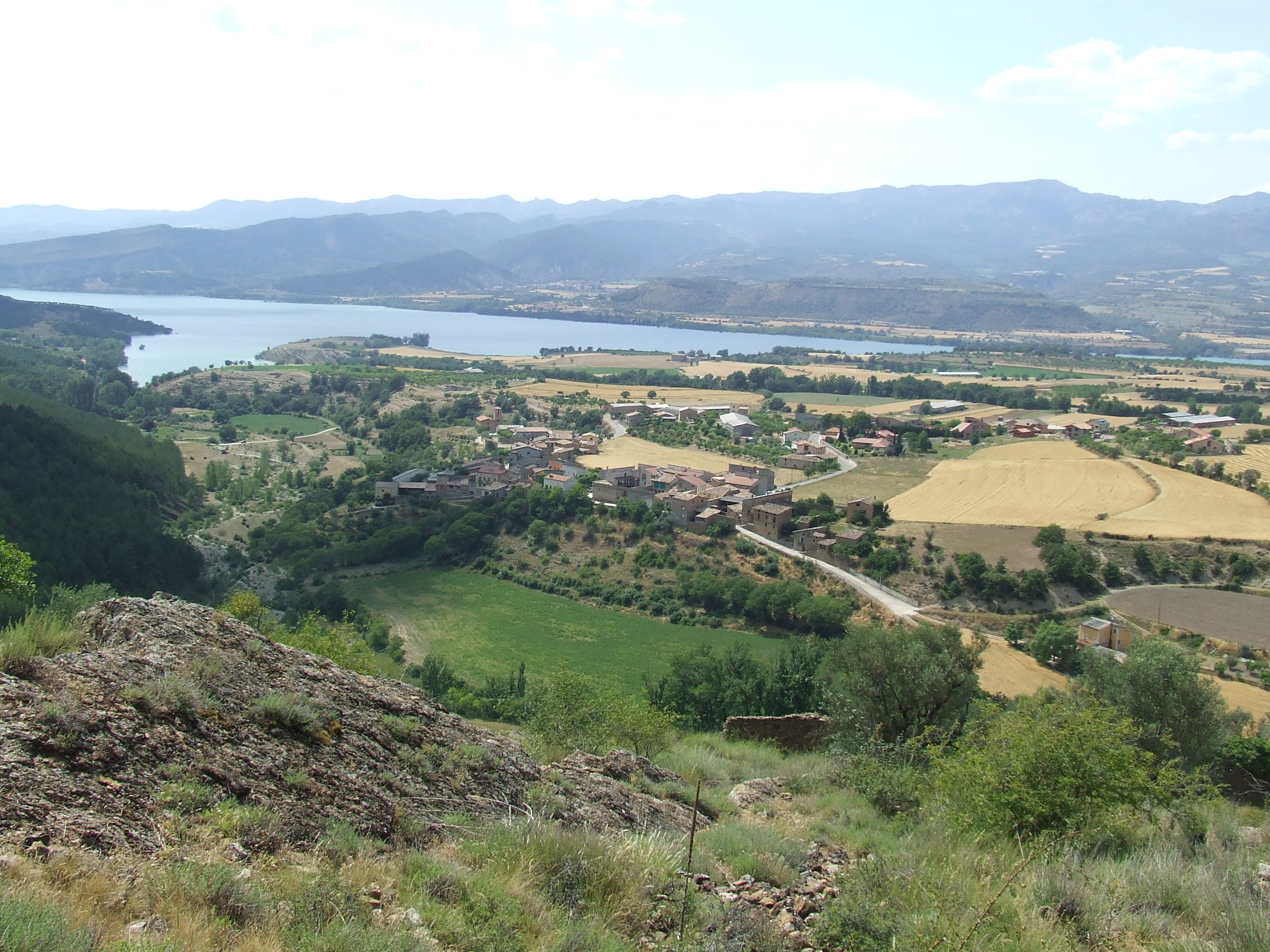
El terme d'Aramunt des del seu extrem de llevant

L'antic terme d'Aramunt, el més reduït dels que van formar el municipi de Conca de Dalt, està articulat sobretot a partir de la vall del riu de Carreu. A banda i banda d'aquest riu, tot de barrancs contribueixen a formar aquesta vall. El riu de Carreu ve de la vall de Carreu, del terme d'Abella de la Conca, i travessa un tros de l'antic terme d'Hortoneda de la Conca, abans d'entrar en el d'Aramunt. La desembocadura del riu de Carreu en la Noguera Pallaresa, actualment en aigües del pantà de Sant Antoni, però antigament en el fons de la vall, és davant del lloc on ara es troba el cementiri d'Aramunt, és el límit sud-oest tant de l'antic terme d'Aramunt com de l'actual de Conca de Dalt, en el seu sector de llevant de la Noguera Pallaresa.

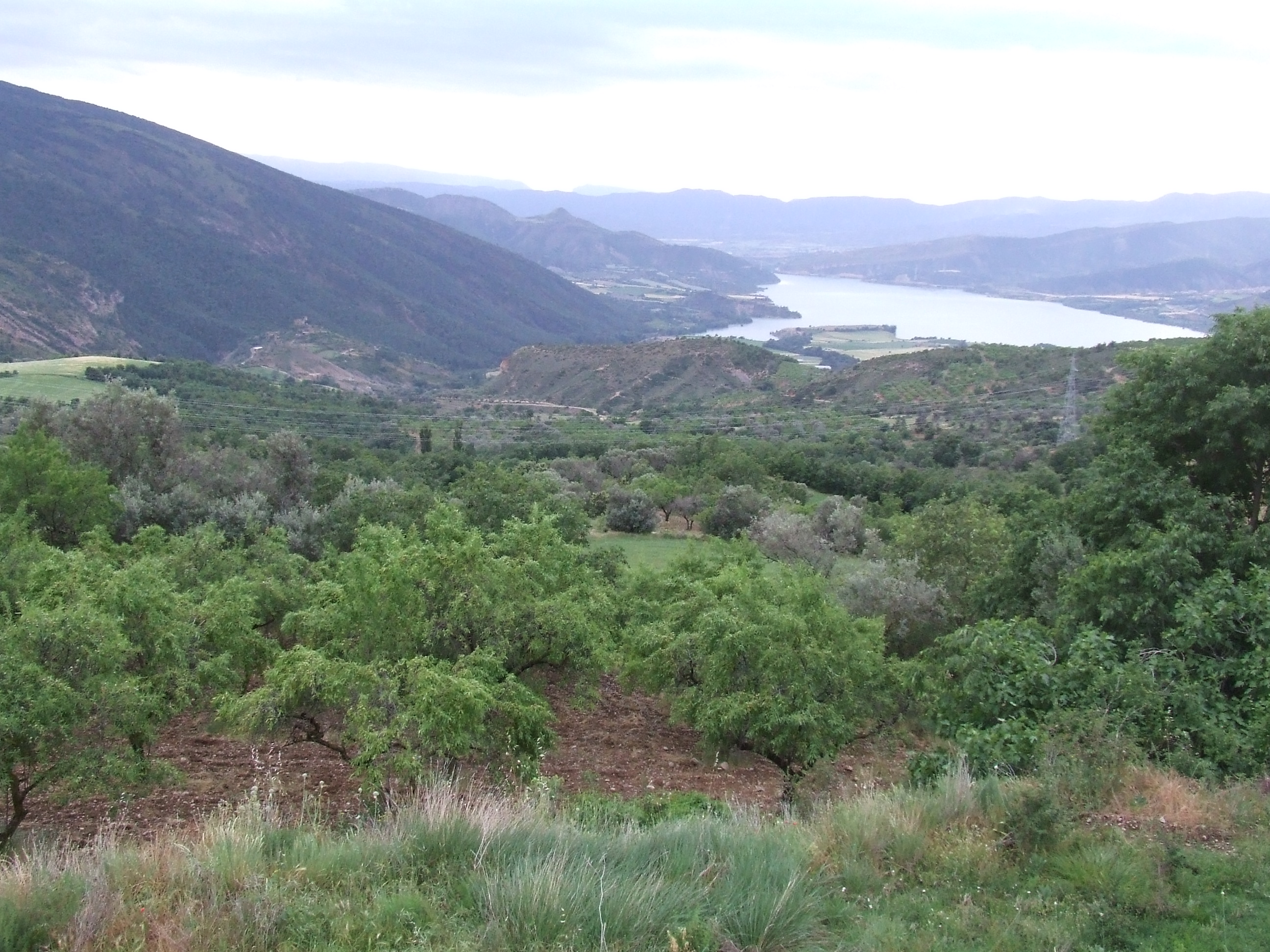
El terme d'Aramunt des de Pessonada

Els barrancs afluents del riu de Carreu dins de l'antic terme d'Aramunt són, de llevant a ponent, els següents: pel nord, el barranc dels Rius, que baixa de Pessonada i el barranc dels Clops, paral·lel a l'anterior més a ponent, i que va a vessar a les aigües del pantà entre la vila nova d'Aramunt i el seu cementiri, però que antigament anava al riu de Carreu.
Encara hi ha un tercer barranc paral·lel a aquests i al seu nord-oest: el barranc de Sant Pou, que té el seu aiguavés directament en les aigües del pantà. Pel sud, es tracta d'una sèrie de llaus que davallen del massís de la muntanya de Sant Corneli, entre els serrats que de la carena principal d'aquesta muntanya s'estenen cap al nord: el serrat Curt, el Serrat Gros, el de la Traïna, el dels Corrals i el de la Font de la O. És tot el vessant septentrional de la muntanya de Sant Corneli, on s'estén el bosc d'aquest mateix nom.
La part més baixa del terme, on hi havia la caseria de Sant Miquel, va quedar anegada per la construcció del pantà de Sant Antoni.

### Nuclis de població
| Entitat de població | Habitants |
| ------------------- | --------- |
| Aramunt             | 103       |
| Font: Idescat       |           |

La vila d'Aramunt era l'únic nucli de població del terme, tot i que tenia un petit barri o raval a la zona anomenada les Eres. Amb el pas del temps, la vila d'Aramunt s'ha acabat abandonant del tot (actualment és conegut amb el nom d'Aramunt Vell), i les Eres ha esdevingut l'Aramunt actual.
Antigament hi havia la caseria de Sant Miquel, formada a l'entorn de la capella dedicada a aquest arcàngel. En l'actualitat, temple i caseria romanen sota les aigües del pantà de Sant Antoni. Als habitants d'aquesta caseria, se'ls anomenava caragolers.
- Aramunt Vell
- Les Eres, o Aramunt Nou
- Restes de la caseria de Sant Miquel, la major part de l'any sota les aigües del Pantà de Sant Antoni

A una certa distància al nord-est d'Aramunt Vell hi ha l'ermita romànica de la Mare de Déu del Camp, també anomenada Santa Maria d'Aramunt.
Al cim de la Muntanya de Sant Corneli hi ha l'ermita romànica de Sant Corneli d'Aramunt.

## Història
Eramont apareix documentat el 1055, en una relació de béns de Bernat, fill d'Ató, el primer vescomte de Pallars. El castell d'Eramonte es troba documentat poc després, el 1056, i s'hi esmenten com a castlans Gibert Bertran i la seva mare, que subscriuen un conveni amb el comte Ramon VI de Pallars Jussà i la seva muller, Valença de Tost. El castell d'Aramunt canvià sovint de mans, al llarg de l'edat mitjana. El 1366 era cedit per Pere III el Cerimoniós Roger Bernat IV, vescomte de Castellbò, però en les lluites de finals del segle xiv entre el vescomte, alhora comte de Foix, contra la monarquia, li és confiscat el castell d'Aramunt. El 1391 és cedit a Ramon Marquès, qui el ven tot seguit al comte de Pallars Sobirà Hug Roger II. A la guerra civil del segle xv, Aramunt fou conquerit pel guerriller Matxicot, al servei de Lluís XI de França, i s'hi feu fort una bona temporada, des d'on llançava els seus atacs a les comarques veïnes. Finalment, fou conquerit pel comte de Cardona, i al cap de poc, aquest comte, instituït duc de Cardona i marquès de Pallars, es feu amb el castell d'Aramunt, que ja mantingueren els Cardona, després ducs de Medinaceli, fins a la fi de l'Antic règim.

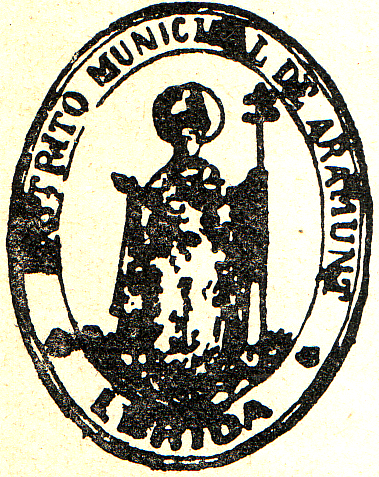
Segell municipal anterior vers el 1900

Aramunt no ha estat mai un lloc gaire poblat, al llarg de la història. El 1381 hi consten 17 focs (uns 85 habitants); el 1553 ja eren 27, els focs (unes 135 persones). El 1718 hi són censats 183 habitants, i 344 el 1787. Pugen fins a 592 el 1860 (el màxim assolit al llarg de la història).
El 1847 Aramunt tenia 54 veïns (caps de casa), dels quals 46 eren electors contribuents i un de capacitats, per la qual cosa va poder mantenir el seu ajuntament, superant la barrera dels 30 que representava el llindar per subsistir com a ajuntament independent o haver-se d'agregar a un altre poble. Constituïa el seu ajuntament un alcalde, un tinent d'alcalde i 4 regidors.
En el cens del 1857 Aramunt apareix amb 609 habitants i 117 cèdules personals inscrites, repartides de la manera següent: Aramunt, 604 habitants i 115 cèdules; Molino, 2 i 1, i San Miguel, 3 i 1.
Ceferí Rocafort esmenta que el terme d'Aramunt consta de 190 edificis amb 404 habitants de fet i 425 de dret, distribuïts de la manera següent: 112 edificis i 257 habitants a la vila, 28 edificis i 105 habitants a les Eres, i 12 edificis amb 37 habitants a la caseria de Sant Miquel. A més, calia afegir-hi 38 construccions utilitzades per a les tasques agrícoles.
Després del 1900, la població comença a davallar: 404 el 1900, 280 el 1930, 241 el 1950, 198 el 1960, 157 el 1970, i 101 el 1981. El 2005 n'hi havia 103, cosa que sembla voler dir una certa estabilització de la població.
Havia tingut escola municipal, però actualment els seus nens i nenes són traslladats a la Pobla de Segur o a Tremp, a les escoles i institut d'aquestes dues poblacions.

### L'antic ajuntament d'Aramunt
L'alcaldia d'Aramunt fou exercida, al llarg dels anys, per les persones següents:
- Agustí Rius (1894-1895)
- Josep Atmella i Pon (1898)

## Llocs d'interès

### Històric
- Vila vella d'Aramunt, també anomenada Aramunt Vell
- Castell d'Aramunt
- Sant Fructuós d'Aramunt, antiga església parroquial romànica, a Aramunt Vell.
- Sant Antoni d'Aramunt, església romànica a Aramunt Vell.
- Sant Corneli d'Aramunt, ermita romànica dalt de la muntanya de Sant Corneli.

### Paisatgístic
- Muntanya de Sant Corneli
- Embassament de Sant Antoni
- Vistes sobre el Roc de Pessonada i la Serra de Carreu des d'Aramunt Vell.

## Activitat econòmica
L'activitat econòmica principal d'Aramunt ha estat sempre tradicionalment l'agrària: cereals, principalment blat i sègol, oliveres, horta, vinya, patates, llegums... En conjunt, una agricultura d'autoabastiment, de subsistència. Completava el panorama una ramaderia també basada en la subsistència i, en tot cas, una mica de bestiar destinat a ser venut a la Fira de Salàs de Pallars i als mercats de la Pobla de Segur. En l'actualitat, l'agricultura s'ha especialitzat molt, i s'ha centrat en l'ordi per una banda, l'olivera, ametllers i en els farratges.
El bosc havia estat tradicionalment un dels patrimonis importants d'Aramunt. A principis del segle xx hi havia 665 hectàrees de bosc comunal, en el vessant d'Aramunt de la muntanya de Sant Corneli.
Actualment hi ha un molí d'oli reformat el 2004

## Serveis turístics
A la vila d'Aramunt, a diferència de bastants pobles pallaresos, sí que hi ha una certa oferta d'establiments per al turisme.
Com a allotjaments, hi ha dues cases rurals, Casa Julià i Casa Pereforn, totes dues amb pàgines web de promoció turística, i com a restaurant, un: Restaurant lo Blau, a més d'un bar-restaurant: el Bar Xiringuito.

## Comunicacions
L'antic terme d'Aramunt no té cap carretera reconeguda oficialment com a tal; de fet les úniques carreteres que trepitgen territori del terme de Conca de Dalt, la N-260 i la L-522, totes dues, més al servei de comunicacions fora del municipi que no pas al servei de les comunicacions entre els seus pobles, són a l'extrem nord-oest del municipi, dins de l'antic terme de Toralla i Serradell.
Sí que hi ha diverses pistes rurals, perfectament asfaltades i algunes d'elles prou amples i de traçat correcte per ser considerades vertaderes carreteres, passen per Aramunt i duen a altres pobles de Conca de Dalt. La principal és la que surt de la rotonda de l'entrada sud de la Pobla de Segur, travessa la Noguera Pallaresa i segueix aquest riu, i la cua del pantà de Sant Antoni, per la riba esquerra. Aquesta pista passa pel Pont de Claverol al cap de 500 metres i s'adreça a la vila d'Aramunt, on arriba en 5 quilòmetres més. D'Aramunt nou surt cap al nord-est la pista rural que, fent una volta considerable a causa de l'orografia del lloc, mena a Aramunt Vell, que queda aturonat just a llevant de la població.
Una altra pista asfaltada, aquesta més estreta, surt de les Eres d'Aramunt cap al sud-oest, va a cercar la vora del pantà i l'extrem de ponent del Serrat de la Font de la O i entra en el terme d'Isona i Conca Dellà per la vall de Montesquiu, pertanyent a l'antic terme d'Orcau, passant per Puig de l'Anell al cap de 2,7 km i Montesquiu, en 3,7 km més, abans d'entrar en el poble d'Orcau per la banda de muntanya, on arriba després d'uns altres 4 km.
D'altres pistes rurals, la majoria sense asfaltar, recorrent d'altres indrets del terme d'Aramunt, sobretot en la part plana, on hi ha la majoria de conreus encara en ús.
Les comunicacions mitjançant transport discrecional de viatgers és del tot absent dins del terme de Toralla i Serradell, i dins tot el terme de Conca de Dalt, però la proximitat amb la Pobla de Segur fa que es pugui fer fàcilment ús tant del transport en autobús com del ferrocarril, que té a la Pobla la seva estació terminal.